# 田畑麦彦
田畑 麦彦（たばた むぎひこ、1928年3月31日 - 2008年6月6日）は、日本の小説家。本名・篠原省三。東京府生まれ。慶應義塾大学経済学部卒。佐藤愛子の元夫。

## 経歴
東京急行電鉄社長を務めた篠原三千郎の二男として生まれる。妹の桂子は渥美昭夫の妻。中学校から慶應義塾に通う。毎日新聞社、東映映画に勤務。
1953年『三田文学』に「夜の窓」を発表、『文藝首都』同人として小説を書く。1956年、同人誌仲間であった佐藤愛子と結婚。1962年「嬰ヘ短調」で文藝賞受賞。同年より妻愛子とともに産業教育教材販売会社「日本ソノサービスセンター」の設立、経営に参画する。1964年より日本ソノフィルムやエスプリ企画の代表取締役社長を務めるが、事業の失敗により離婚。佐藤はその経緯を「戦いすんで日が暮れて」に書いて直木賞を受賞した。田畑自身は芥川賞や直木賞の候補になることもなかった。1969年から1985年まで『文藝』で同人雑誌評を続け、その後は『公評』に評論を書いていた。
著書は『小鳥が歌をうたつている』（南北社、1965年）『祭壇』（新版・風濤社 1969年）。
経営する会社が倒産する寸前の時期に、同人誌仲間の北杜夫から200万円を借りて踏み倒したこともある。
佐藤愛子と離婚した後も年1回ほどは娘の顔を見に佐藤家を訪れ、3人で食事をすることがあった。もともと小児麻痺で歩行困難だったが、晩年はリウマチで車いすになり、2005年頃から佐藤家を訪れることもなくなったという。
2008年6月6日、間質性肺炎のため80歳で死去。佐藤愛子は田畑をモデルに『晩鐘』（2014年）を描いた。

## 家族
- 父・篠原三千郎（1886-1953） ‐ 東急電鉄社長。岐阜県平民・鈴木銭次郎の二男として生まれ、7歳で篠原国治の養子となる。明治44年東京帝国大学法科大学独法科を卒業。服部金太郎の五女せいと結婚し、服部時計店の役員などを務めたが、帝大時代からの友人の五島慶太に誘われ、東急電鉄の社長を引き継いだ。その他、東京光学機械、相模鉄道、東海道乗合自動車各社長も務めた。[4][5]
- 母・ナツ（夏子、1896-） ‐ 三千郎の後妻（ナツも再婚）。北海道の松尾留太郞の二女。父の留太郎は札幌農学校予科中退後、北海道庁雇の事業手となり、同技手を経て土木請負業に従事、金融業のほか、札幌区会議員も務めた。ナツの次妹・キクの入婿の松尾義夫は第23師団 (日本軍)の獣医部長、末妹・愛子の夫・勝は五十嵐秀助の外孫。[6][7]
- 前妻・佐藤愛子 ‐ 一女を儲けるも夫婦で始めた事業が失敗し、離婚
- 後妻 ‐ 銀座の飲食店勤務
- 異母姉・逸子 ‐ 加藤陽三の妻[8]
- 実妹・桂子 ‐ 渥美昭夫の妻[5]